# Tinetti-Test
Der Tinetti-Test zur Prüfung von Balance und Gang dient der Messung des Sturzrisikos und wird wesentlich in der Geriatrie angewendet. Den Mobilitätstest nach Tinetti – oder wie er eigentlich heißt, das Performance Oriented Mobility Assessment (POMA) – entwickelte die amerikanische Physiotherapeutin Mary Tinetti in den 1980er Jahren. Neben Faktoren wie Demografie (Alter, Geschlecht) und Gesundheitszustand erfasste sie weitere Parameter, die das Sturzrisiko erhöhen wie Bewegungseinschränkungen, verminderte Kraft in der Knie- und Hüftgelenk umgebenden Muskulatur, eingeschränkte Sehschärfe, psychologische Einschränkungen wie Depressionen oder Angstzustände, Demenzen und die Anzahl der eingenommenen Medikamente.
Mit einem Punktesystem wird das Gleichgewicht und das Gangbild in der Umsetzung spezifischer An- und Aufforderungen durch den Probanden nach definierten Kriterien bewertet. Vorzüge sind die direkte Beobachtung des Bewegungsabläufe  und die Erfassung von Einzelkomponenten der Mobilitätsstörung. Einschränkend ist er deutlich aufwendiger als andere Mobilitätstests (z. B. Timed up & go test) und das teilweise unscharfe Bewertungsraster.
Die Durchführung (Untersuchung und Bewertung) dieses Motilitätstests erfordert eine spezielle Schulung sowie Erfahrung in der Begutachtung und erfolgt in der Regel nur durch darin erfahrene Physiotherapeuten. Der Zeitbedarf beträgt je nach Mobilität 5–10 Min.
Der Untersucher beurteilt Haltungen und Bewegungsabläufe beim Sitzen, Aufstehen, Gehen und Absitzen. Die einzelnen Items werden mit 0, 1 oder 2 Punkten bewertet. Die Patienten können maximal 28 Punkte erreichen, davon 16 Punkte für die Bewertung des Gleichgewichts und 12 Punkte für die Bewertung des Gangs. Interpretierend besteht unter 20 Punkten ein erhöhtes Sturzrisiko, unter 15 Punkte ein deutlich erhöhtes Sturzrisiko.